# جو إنجلش
جو إنجلش هو رسام وسياسي بلجيكي، ولد في 5 أغسطس 1882 في بروج في بلجيكا، وتوفي في 31 أغسطس 1918 في بلجيكا بسبب التهاب الزائدة الدودية.